# 엘렌 뱅상
엘렌 뱅상(Hélène Vincent, 1943년 9월 9일 ~ )는 프랑스의 배우이다.

## 극
- 제르미날
- 바알
- 느릅나무 그늘의 욕망
- 인형의 집
- 십이야
- 코리올레이너스
- 돈 키호테
- 라 셀레스티나

## 영화
- 축제는 시작된다 (1975)
- 세 가지 색: 블루 (1993)
- 나의 장미빛 인생 (1997)
- 마담 프루스트의 비밀정원 (2013)
- 웰컴, 삼바 (2014)
- 세라비, 이것이 인생! (2017)
- 더 스페셜즈 (2018)

## TV
- 몽테크리스토 백작 (1998)
- Les Rois maudits (2005)
- Les Petits Meurtres d'Agatha Christie (2009)